# Ascidia iberica
Ascidia iberica is een zakpijpensoort uit de familie van de Ascidiidae. De wetenschappelijke naam van de soort is voor het eerst geldig gepubliceerd in 1988 door het echtpaar Claude en Françoise Monniot.